# Crocidura russula
Espèce
Statut de conservation UICN

 LC  : Préoccupation mineure

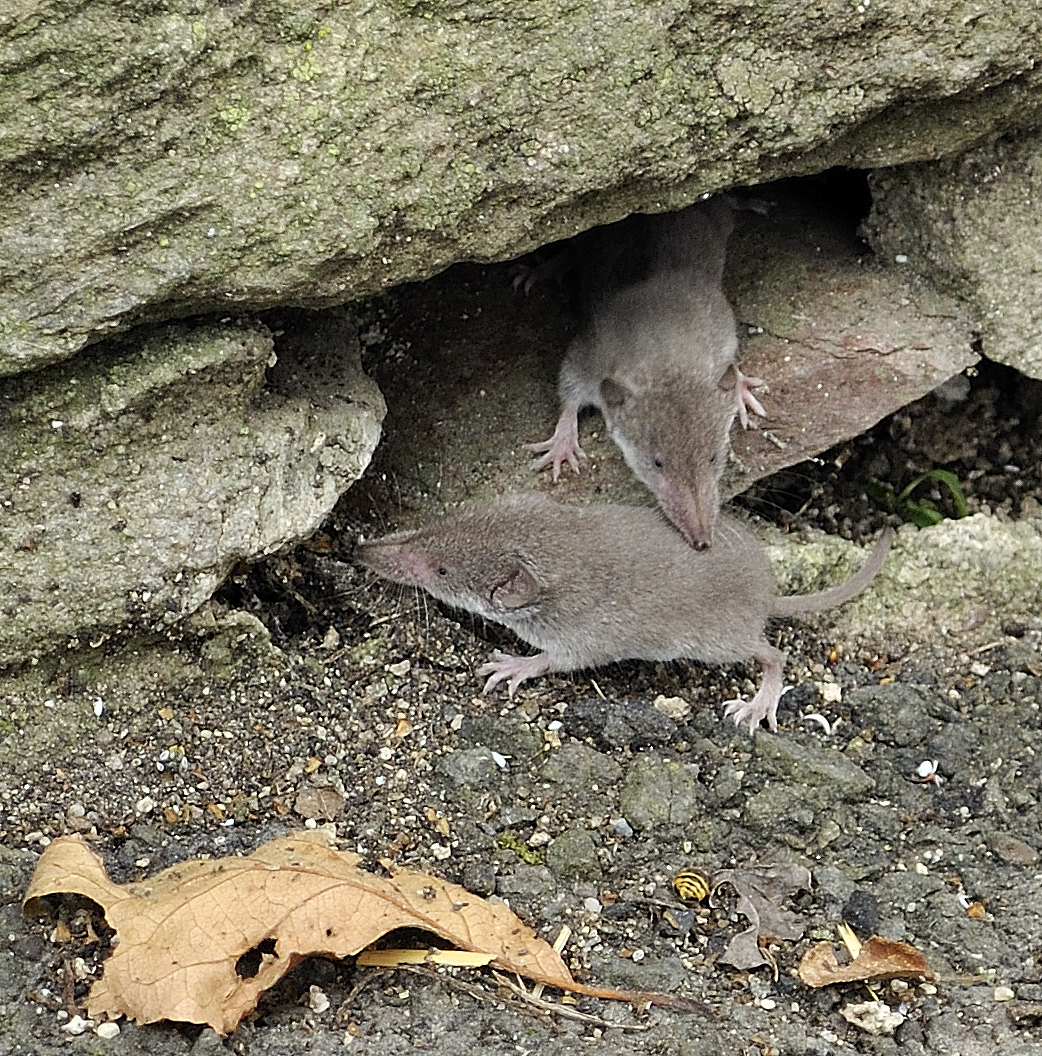
Crocidura russula.

La Crocidure aranivore, Musaraigne musette ou Crocidure commune (Crocidura russula) est un insectivore de la famille des Soricidae. Elle est aussi appelée Crocidure aranivore musette, Crocidure aranivore des sables, Leucode aranivore, Crocidure musette ou Musette des sables.

## Morphologie
La Crocidure aranivore est un animal allongé à la tête fine au museau pointu. Les dents sont blanches. Le pelage est roussâtre sur le dos, plus pâle sous le ventre. Les couleurs différentes du dos et du ventre ne sont pas clairement séparées. La queue présente de longs poils blanchâtres. La longueur de la tête et du torse est de 60 à 90 millimètres, celle de la queue de 30 à 43 millimètres. Le poids varie de 11 à 14 grammes.

## Comportement

### Locomotion
La Crocidure aranivore principalement nocturne, active toute l'année, des endroits broussailleux et secs. Lors de leurs déplacements, dès l'âge de sept jours, les jeunes crocidures vont à la queue leu leu, se tenant à la queue du jeune qui précède. 

### Comportement social
Les Crocidures aranivores sont classées parmi les mammifères semi-sociaux. En hiver, il leur arrive de partager leurs nids et d'entrer en torpeur. Les deux parents défendent leur territoire.

### Alimentation
La Crocidure aranivore a un régime alimentaire à base d'insectes, d'araignées, de gastéropodes, de vers ou de petits vertébrés. Elle consomme aussi quelques fruits.

### Cris
La Crocidure aranivore peut être très vocale. Elle possède une forme primitive d'écholocation où elle produit un appel de gazouillis aigu pour interpréter leur environnement. L'utilisation de cet appel laryngé et des vibrisses permet aux musaraignes de s'orienter dans leur environnement. Il n'y a pas eu de rapports concrets sur les modes de communication utilisés par cette espèce, cependant, la vocalisation et les signaux tactiles et chimiques sont probablement utilisés.

### Reproduction
La Crocidure aranivore est monogame. La saison de reproduction a lieu de mars à septembre. Durant cette période la femelle peut avoir de deux à quatre litières, comprenant chacune deux à dix petits (généralement quatre ou cinq). Les nids sont situés généralement sous des pierres et des planches, ou dans des terriers abandonnés. Les nouveau-nés pèsent entre 0,7 et 1,5 gramme. Les yeux s'ouvrent à l'âge de quatre à quatorze jours. L'allaitement dure trois semaines. Chez cette espèce, ce sont les femelles qui se dispersent et les mâles qui restent sur le territoire de leurs parents, ce qui est rare parmi les mammifères.
Les Crocidures aranivores nées au début de la saison de reproduction arrivent à maturité sexuelle la même année, les autres l'année suivante.

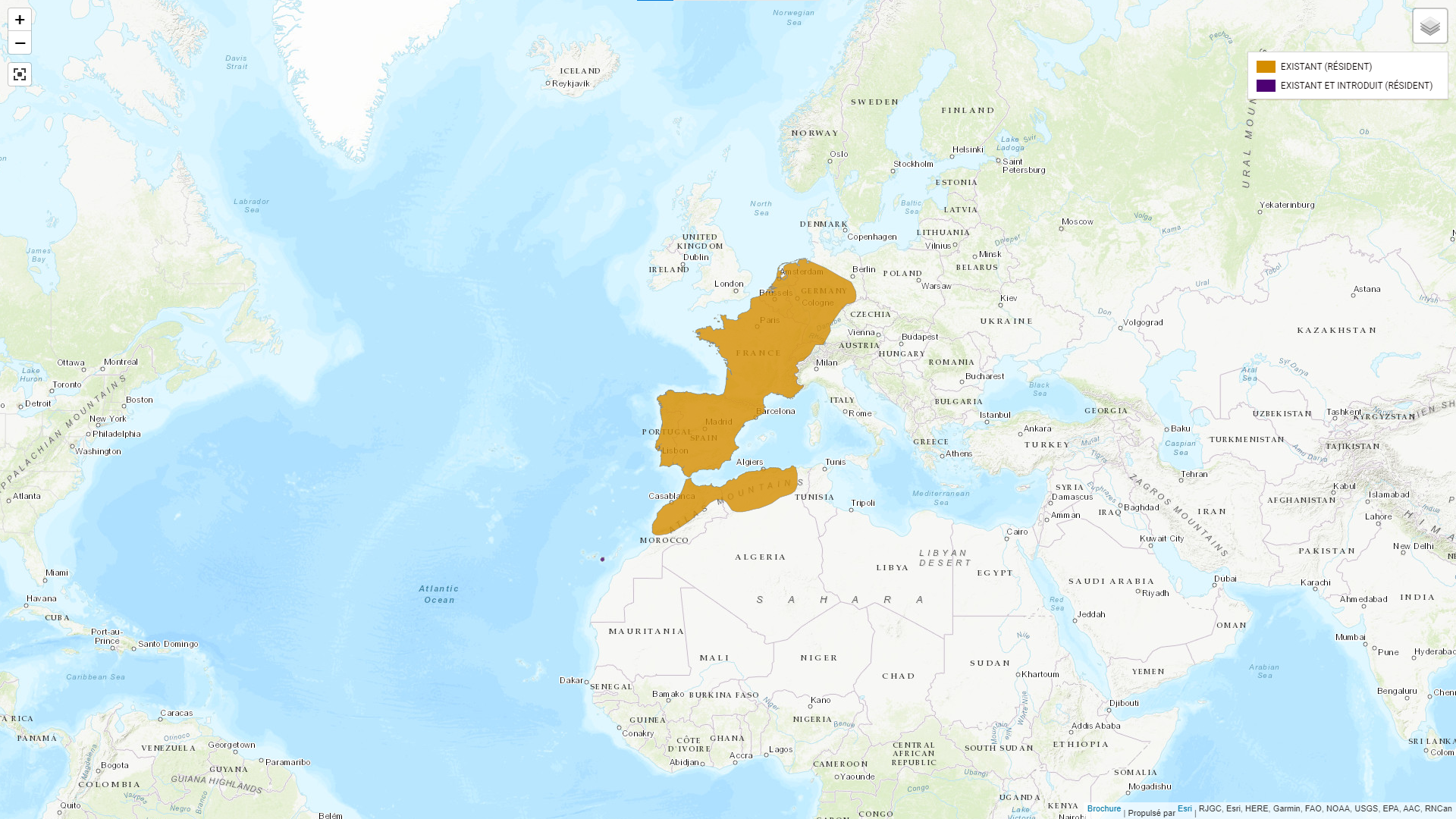
Carte de répartition de l'espèce

### Prédateurs
La Crocidure aranivore est la proie de plusieurs animaux : les hiboux et chouettes (comme la Chouette effraie), les serpents, les chats et les petits mammifères carnivores comme les belettes et les genettes sont ses principaux prédateurs. Pour éviter la prédation, elle se déplace souvent sous le couvert de la végétation ou sous une litière de feuilles. Sa coloration est également utilisée comme une méthode efficace pour éviter la prédation.

### Santé
La longévité est de 18 mois dans la nature et de 30 mois au maximum en captivité.

## Répartition et habitat

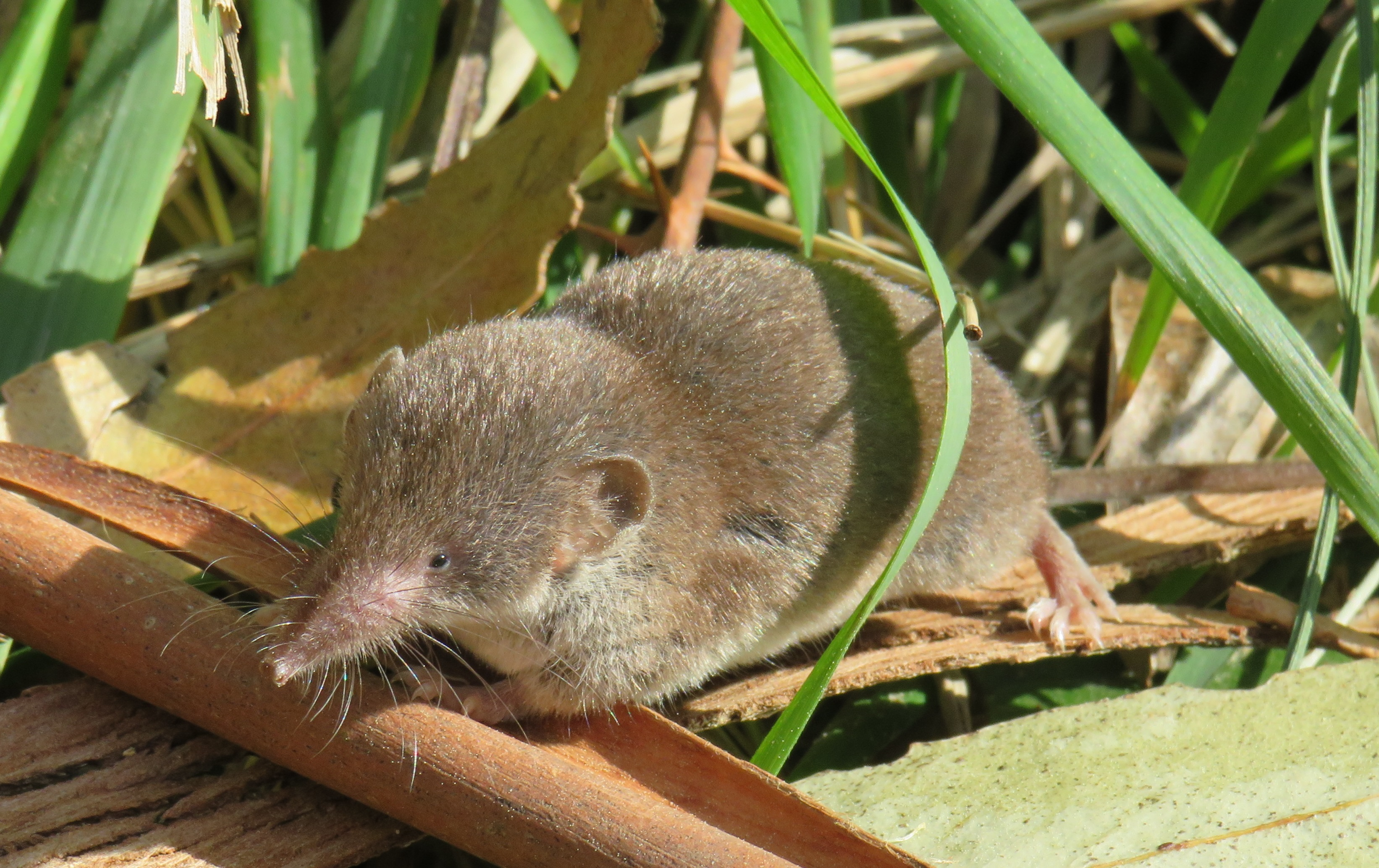
Crocidura russula

### Répartition
La zone d'expansion relativement petite de la Crocidure aranivore se limite au sud-ouest du paléarctique. Elle s'étend au sud-ouest de l'Afrique du Nord (Maroc, Algérie et Tunisie) au nord-est jusqu'en Allemagne, couvrant ainsi tout le sud-ouest de l'Europe. La limite nord-est de la distribution en Europe passe par l'Allemagne, sur une ligne allant de Brême à Dresde. En France, on la trouve partout jusqu'à 2000 mètres d'altitude, sauf en Corse.

### Habitat
La Crocidure aranivore vit dans des habitats ouverts, chauds et sans couverture forestière, largement utilisés, comme les jachères, les prairies, les haies, les tas de pierres et les jardins des plaines jusqu'à 300-400 mètres, localement aussi jusqu'à 680 m d'altitude, en Europe centrale. Comme la Musaraigne des jardins, elle vit fréquemment - et presque exclusivement dans le nord de l'aire de répartition - dans les établissements humains et à proximité de ceux-ci. En automne, les animaux migrent de plus en plus dans les bâtiments pour y passer l'hiver. Dans la zone méditerranéenne, les exigences en matière d'habitat de l'espèce sont moins strictes, mais on la trouve principalement dans les prairies ouvertes ou semi-ouvertes, les broussailles, le long des lisières de forêts et très souvent sur d'anciens champs en terrasses avec des murs en pierre sèche.

## La Crocidure aranivore et l'homme

### Effectifs
La Crocidure aranivore est fréquente dans sa zone d'expansion et s'est propagée vers l'Est au cours des dernières décennies, du moins en Bavière. Selon l'Union internationale de conservation de la nature, elle n'est pas menacée (préoccupation minimale).

### Introduction en Irlande
La Crocidure aranivore sert de proie à de nombreux animaux, mais une abondance chez cette espèce peut entraîner un déclin chez d'autres petits mammifères tels que les musaraignes pygmées. En avril 2008, elle a été découverte en Irlande et s'est depuis rapidement répandue dans les comtés du sud,. L'introduction de l'espèce permettra peut-être de maintenir des oiseaux de proie menacés, comme la chouette effraie, mais le mammifère non indigène pourrait menacer certaines des plus petites espèces indigènes, comme la musaraigne pygmée. 

## Espèces voisines
- Crocidura leucodon - Musaraigne bicolore
- Crocidura suaveolens - Musaraigne des jardins